# とらいあんぐるハート
『とらいあんぐるハート』は、ivoryが制作しJANISから1998年12月18日に発売された18禁恋愛アドベンチャーゲーム作品である。

## 内容
本作は、風芽丘学園2年生の相川真一郎が、幼なじみである鷹城唯子や野々村小鳥、同級生の御剣いづみ、上級生の千堂瞳、留学生の菟弓華などと恋に落ちていく甘々ラブラブな日々を描いた作品である。
本作は、主人公とヒロインが結ばれるまでを描いた前半部分と、結ばれた後の日々を描いた後半部分の二部構成となっている。
主人公と結ばれなかったヒロインは、主人公の良き友人として登場する。

## 登場人物
※『とらハ1』初出時の声優は非公表、判明しているものだけ記載。また、『とらハ1』のキャラ設定は『とらハ2』以降一部改変されたため、『とらハ1』本編の結末は本項の内容とやや異なるものもある。なお、プロフィールは『とらハ1』当時のものである。
相川 真一郎（あいかわ しんいちろう）
声：春野日和（DVD EDITIONのおまけシナリオのみ）
誕生日 - 7月3日（かに座）、身長 - 161cm。
主人公。2年C組。小柄で女性的な顔立ちをしており、さらには声まで女の子に近い為、よく女の子と間違われる。本人もそのことをとても気にしており、普段は馬鹿にされないようにガラの悪い格好をしたり、若干ひねくれた口調を使っている。その一方で、女の子っぽいと思われ続けている現状に半ば諦めたところもあるようで、『とらハ外伝1』では痴漢を捕まえる囮役になり、開き直って女の子を完璧に演じきったこともある。料理を得意としており、暇を見ては小鳥と一緒に料理の研究に明け暮れている。
空手の段持ちだが『とらハ1』時点ではやめたような状態にあった。しかし、『とらハ1』で起こった一連の事件で己の無力さを痛感させられたことから修練を再開はするが、それでも『とらハ2』の槙原耕介（神咲一灯流）や『とらハ3』の高町恭也（御神流）のような他の主人公達とは異なり、特殊な能力や才能があるわけでなく、実戦で戦う力は持ち合わせていない。一方でたとえ相手が何者であっても受け入れてしまう度量と、求められるとたとえ火の中であっても飛び込んでいってしまうような愚直で芯の強い真っ直ぐな性格の持ち主で、各シナリオにおいてヒロインを精神面から支えることとなる。耕介や恭也と異なりその後の情報が少ないキャラだが、『とらハ3』でも特定の相手を持たず、小鳥や唯子との三角関係的幼馴染が続いている模様。
鷹城 唯子（たかしろ ゆいこ）
声：岩城由奈
誕生日 - 12月19日（いて座）、身長 - 174cm、スリーサイズ - 86/60/89。
2年A組。真一郎と小鳥の幼馴染で、3人一緒に行動する事が多い（また、『とらハ2』の岡本みなみとも高校入学以来の親友で、彼女も加わることがしばしばある）。天真爛漫かつ極度の天然ボケで、性格や独特な言動から受ける印象は子供っぽい。その社交的な性格から友人が多く、また意外にも物事のコツと要領をつかむのが上手いので学業成績も優秀。一方で二人と対照的に家事は苦手で、しかもとてつもない食いしん坊。同じく大食漢のみなみと共に逸話がたびたび描かれている。
真一郎とは小学2年の際に空手道場で知り合い、天狗になっていた真一郎をコテンパンにしてしまう。翌年に引っ越してきた小鳥と知り合い3人の関係が始まるが、小学4年の時に真一郎の彼女の座をめぐって小鳥と大喧嘩となったのを機に二人は無二の親友となる。今の髪型はやや特徴的なポニーテールであるが、これは喧嘩から和解した時に伸ばし始めたもので、子供時代はショートカットである。以来、真一郎への思いを胸のうちに秘めながらも三角関係的な幼馴染づきあいが続いているが、ガサツで女性としてはかなりの長身なのが密かにコンプレックスとなっており、真一郎よりも背の高い自分よりも、女の子らしい小鳥の方が真一郎には似合うとのあきらめにも似た複雑な感情も併せ持つ。
中学2年に護身道に転向し、空手の素地と天性の運動神経で急成長するが、道場を出るととたんに気弱になってしまう。そのため部長の瞳曰く、性格的な問題から実力を出し切れていないと評される。唯子にとって瞳は超えなければならぬ壁と認識していたが、結局、最後まで勝つことが出来ず、大会でも瞳が居ない最終学年以外は常に準優勝に終わったことから“無冠の女王”とすら呼ばれた。
大学へは真一郎や小鳥と別れ、推薦で体育大学に進学するが、そこでアスリートとしての限界を感じて教員志望に転向する。『とらハ3』の前年に私立海鳴中央に体育教師として赴任し、保健資格があったことから先天疾患を持つ鳳蓮飛（レン）の担任を3年間務める。この頃には独特な口調は影を潜め、教員としてふさわしい性格に成長しているが、生徒の自由意志を尊重する教育方針もあって友達感覚で慕われているなど、気さくな人柄は健在である。なお、ゲーム6編9作品すべてに登場した唯一の人物でもある。
野々村 小鳥（ののむら ことり）
声：不明（PC版） / 早乙女かな（DVD EDITION）
誕生日 - 2月13日（みずがめ座）、身長 - 144cm、血液型 - A型、スリーサイズ - 70/47/75。
2年F組。真一郎と唯子の幼馴染で、父子家庭に育った。料理を得意としており、真一郎にとっては料理の師でもある。極度の人見知りで友人がほとんどおらず、真一郎と行動を共にしているが、実際には真一郎の知らないところで瞳やさくらと交友関係を結んでいたりもする。非常に小柄なため、小学生と間違えられることが多く、大きなコンプレックスになっている。歌は非常に上手く、持ち歌である「ちいさなぼくのうた」は本作の主題歌となっている。現実離れしたヒロインの多いとらハシリーズの中にあっては珍しい、ごく普通の女の子である。
真一郎とは小学3年の時に唯子に引き合わさせられ知り合うが、当初、真一郎はその内気な性格を嫌っていた。小学4年の時に唯子と真一郎の彼女の座をめぐり大喧嘩となるが、双方とも真一郎を独り占めすることはせず、また仮に真一郎が誰か（それはお互いのどちらかをも含めて）を好きになったとしても祝福して送り出す約束をし、当時肩まで伸ばしていた髪を切って和解する。こうして3人の関係が固まるが、やがて思春期を迎え疎遠になりかけた真一郎と唯子を必死になってつなぎとめたのも小鳥である。だが、七瀬とだけはつきあうことに猛反対し、さくらに除霊を依頼する。
大変心優しい性格ではあるが、幼い頃に雑誌社勤務の父と母が離婚した結果、実母だけは半ば憎んでいる。そして真一郎を半ば母親代わりに思いつつ、ある意味真一郎を人生の目的のように育ったが、意外にも高校卒業に至るまで二人が同じクラスになったことはない。父の仕事の関係から家に蔵書が多く、メル友の仁村知佳も小鳥をインテリと評する。内気な性格から交友関係は非常に狭く、クラスにほとんど友達が居らず、休み時間は読書か編み物をする程度。さくらは図書室で図書委員である彼女に読書の相談をすることで、瞳とは歌を通じて知り合ったが、これはやや例外的なもの。だが、幼馴染の3人以外は少し距離を置いた対応を新たな友人たちに不思議がられ、こうした友人たちに支えられながら少しずつ自分の殻を克服していくことになる。
高校卒業後は真一郎と同じ大学に進学。卒業後は一般企業のOLとなるが、休日は相変わらず真一郎にくっついて行動している様子である。
綺堂 さくら（きどう さくら）
声：鳥居花音
誕生日 - 3月22日（おひつじ座）、身長 - 152cm、スリーサイズ - 72/57/78。
1年B組。真一郎の後輩。身体が弱く構内で良く倒れるため、保健室や図書室に入り浸る。他人に対してややもすれば冷淡な態度を見せるが、その一方で心を開いた相手との絆は誰よりも大切にする。ドイツ系のハーフで帰国子女。そのこともあり、酒豪という意外な側面も持つ。『とらハ1』における人気第1位。さらにはシリーズを通してもトップクラスの人気を持ち、『とらハ外伝1』では七瀬と共にメインヒロインに昇格。また、『とらハ3』の月村忍は姪にあたり、家族に恵まれなかった忍のことを溺愛している。なお『とらハ3』時代は西洋文化史専攻の大学院生。忍の関係から『とらハ1』のキャラでは最も高町家との関わりが深い。
実は「夜の一族」と称する吸血鬼と人狼のハーフで、普段は隠しているが獣耳と尻尾を持つ。霊感応、心理操作、不老長寿と数々の特殊能力を持つ上、人狼の血が混じることから指先から鋭い爪を出すこともでき、これを剣のように用いて接近戦闘をこなすことも可能である。しかし、自らが人外の存在であることにコンプレックスを抱いており、かつて一族が人間に虐げられてれてきたことから、初対面の相手、特に男に対して警戒心を隠さない。
それでも、彼女自身は人間との共存を望んでおり、吸血鬼でありながらほとんど人間の血を摂取してこなかったため、体質が虚弱でかつ身体的成長も遅れた。やがて七瀬の関係で真一郎から定期的な血液摂取が可能になるが、この結果、劇的なまでに成長を遂げた姿になって『とらハ3』で再登場する。また、不老長寿の種族であることに対し、皆が自分を残して先に逝ってしまうという将来起こりうる過酷な現実に苦しみ悩んでいる。こうした、今まで述べてきたような特殊性もあって自分のことを残酷と割り切り、他者との係わり合いをつとめて避けてきた。高校時代に友人に恵まれたこともあり「とらは3」時代は冷淡さはかなり改善されているが、それでも初対面時に恭也を睨みつけたところなどに名残りがある。
千堂 瞳（せんどう ひとみ）
声：西村ひな※DVD EDITIONでは日向裕羅と表記
誕生日 - 1月15日（やぎ座）、身長 - 166cm、体重 - 49kg、スリーサイズ - 92/60/97。
3年G組。護身道部の主将で、3年間無敗を誇る通称「秒殺の女王」。普段は聡明で優しいお姉さま扱いされており、強さも相まって校内にファンクラブがあるほどだが、男性不信の一面があり女の子の取り巻きに囲まれている。しかし、本性は大変な負けず嫌いでひたすら強さを追い求めているところがあり、部活動中は「鬼」と称されるほど厳しい。真一郎とは顔立ちが似ており、しばしば姉妹に間違えられる。。また『とらハ2』の神咲薫は同級生で、武道をたしなむ者同士ということで無二の親友。
長崎の出身で、少女時代は各種の格闘技に手を出し、道場破りやストリートファイトを繰り返した。小学4年時に町の道場の師範代から1本取るまで骨折2回、捻挫40回を食らうなど生傷の絶えない生活を送っていたが、それでも強くない自分が嫌いと公言し勝つまで何度でも挑戦していた。現在の性格は高校1年時の主将にコテンパンにやられたのがきっかけであるが、それでも真一郎や耕介には勝気で嫉妬深い一面を見せるなど、本質的な部分は残っている。
姉の真由と『とらハ2』の主人公、槙原耕介が幼馴染の関係だが、いつしか耕介と瞳は付き合い始める。ところが耕介は瞳にレイプまがいに肉体関係を迫ってしまい、耕介を投げ飛ばして全治2週間の大怪我を負わす。これにより二人の関係は終焉を迎え、事件の2週間後には瞳が矢後市に転居してしまう。これが二人の性格に与えた影響は甚大で、結果として耕介の性格は丸くなり、瞳は男性にトラウマを持ってしまうが、しかし二人とも心の底ではどこかあきらめきれないまま時間だけが経過してしまった。高校で薫と知り合ったことで1年時からさざなみ寮に出入りする機会があり、高校2年時の9月に耕介と再開を果たす。この時、事件について和解するが、最終的に二人の関係は酒を介した大人のつきあいで落ち着いてしまう。
真一郎は唯子を介して顔と名前は知っていたが、実際に知り合ったのは高校3年時の冬。大輔とふざけて階段から転がり落ちた真一郎を抱きとめたのが事の発端であるが、男性恐怖症から男とわかるや投げ飛ばしてしまう。その一方で事情を知らない真一郎がいづみの挑戦から体を張って瞳を守るなど、やさしさと男らしい部分に惹かれてやがて義姉弟の契りを交わす。高校卒業後は薫とともに国立海鳴大に進学するが、以後も翌年夏には真一郎の家庭教師役を買って出るなど付き合いが続いている。護身道は大学卒業まで無敗のまま引退するが、『とらハ3』時代は未登場で以後の進路は不明。
御剣 いづみ（みつるぎ いづみ）
誕生日 - 8月19日（しし座）、身長 - 159cm、スリーサイズ - 74/59/78。
声：不明（PC版） / 山咲ちはる（DVD EDITION）
2年A組で唯子の同級生。北海道旭川出身。さばさばした性格、ボーイッシュな凛々しい外見、動きやすいラフな服装から、真一郎とは逆にしばしば少年と間違われる。しかしながら心の奥底は非常に女性的。真一郎の1年時の同級生でハードロック好きと音楽の趣味が合ったことから交友関係を持つに至る。真一郎とは男友達のような付き合いで、しばしば自分が男か、もしくは真一郎が女だったら親友になれたのではないかと口にする。生活環境は家庭の方針で実家からの仕送りがほとんどなく、生活費を自ら稼ぐが、それでも食費不足に悩まされる苦学生である。
実は蔡雅御剣流の忍者で国家認定資格を有し、超人的な運動神経と100ｍ11秒を切る健脚、胡桃3個を握りつぶせる握力を持つ。忍者の資格は正式には総合諜報・戦技資格と言うもので、ゲーム開始時点で彼女が取得しているのは二種免許。兄、火影は彼女にとって尊敬の対象で、一種取得を目指して空いた時間に忍術修行を続けており、時には実戦を想定し両者合意のもとで瞳を襲撃することもある（但し勝てたためしがない）。しかしスランプが続いており、１月に行われた実技試験で再開した旧友が目前で高得点を挙げたことに動揺し一種昇進を逃してしまい、自棄をおこして不良にからまれていた所を真一郎に救われ、そして自らを「女」として受け入れてもらうことで立ち直り、菟弓華との決闘を迎えることとなる。
ただし、上記はいづみシナリオだけの設定で、実際には2年次1月の試験で一種に合格している。3年次になると捕縛し御剣家預かりとなった弓華を練習相手とすることでスランプを脱するが、一方で生活苦からアルバイトに精を出していることから学業成績は並程度。忍者といえど大学進学を求められたことに悩まされ、最終的には高校卒業後に旭川の実家に戻る。『とらハ外伝3』の頃にはすでに独り立ちしており、当日はたまたま海鳴に滞在中。帰国した弓華と御神美沙斗を空港に迎える役どころで登場した。
菟 弓華（と ゆんふぁ）
声：不明（PC版） / 浅野麻理亜（DVD EDITION） / 七海レイ（サウンドステージ、とらハ3OVA）
誕生日 - 不明、身長 - 153cm、体重 - 42kg、スリーサイズ - 82/59/87。
ストーリーの後半である1月に転入してくる中国からの留学生で、真一郎の隣席となり担任から世話をすることを申し付けられる。
母方の祖父が日本人のクオーターで、とりあえず片言の怪しげな日本語を話すことが出来る。大手家電メーカーの松菱電機が現地子弟の教育のため設けた学校に在籍していたが、そのまま松菱に就職するためには留学経験が要求されたことから来日した。極度の人見知りである小鳥と真っ先に親友になり、やがて真一郎たちの交友の輪に取り込まれていく。下述の理由により、伊達眼鏡をかけ、怪我をしている訳でもないのに常に包帯を巻いている。
その正体は「龍」というチャイニーズマフィアの構成員であり、コードネームは泊龍と言う。また、左手には構成員の証である刺青が彫られており、それを隠すために包帯を巻いている。両親共に暗殺者で、物心ついた時からナイフや暗器の扱いを仕込まれ、9歳の時に最初の殺人を犯し、12歳の時には“仕事中”に目撃された者は目撃者を消せなかった場合、身内の手で処刑するとの組織の掟で実父も殺した。
ある政治運動家の暗殺のため4人で組織した暗殺団の一人として海鳴に潜伏、2月8日に決起するが御剣家の妨害に遭い失敗する。その際、いづみと真一郎に顔を見られ掟に従い2人を殺そうとするが、真一郎の体を張った説得の前に気持が鈍り、最後はいづみとの決闘に敗れる。敗れた彼女は捕獲され、名義上死亡扱いとされた一方で司法取引を行い、「龍」の有力な情報を提供し御剣家の保護観察に移される。そのため学生生活に戻ることが出来、3年への進級も認められた。以来、いづみとはお互い戦友のような意識を抱き一緒に鍛錬する仲となるが、同時にいづみの兄・火影とも恋仲になり、蔡雅御剣流忍術伝授の申出と共にプロポーズをされる。しかし、自らの生き様は壊す方であり護るのは性に合わないとこれを断り、卒業と共に香港に渡って陣内啓吾率いる香港国際警防隊に入隊、『とらハ3OVA』の頃は第6小隊副隊長の地位にある。
表の世界で生きるきっかけを与えてくれた真一郎達には深く感謝しており、帰国後も海鳴を事実上の故郷として大事に思い続けている。また、後年、かつて自らが関わった「龍」に激しい恨みを持つ御神美沙斗と香港警防で同僚になるが、この時代の弓華の左手から刺青が消えていることもあり、特に問題もなく良き仕事仲間となっている。また、美沙斗を介して恭也・美由希兄妹とも知り合い、一緒に訓練を行うなど交流が深い。
春原 七瀬（はるはら ななせ）
声：不明（PC版） / カンザキカナリ（DVD EDITION）
誕生日 - 7月7日（かに座）、身長 - 不明、血液型 - A型。
旧校舎に時折現れる謎の少女。学校の指定にはない黒いセーラー服を着ている。性格は妙に明るいが、約束事を嫌がりはぐらかす態度を取ってばかりいる。『とらハ2』の十六夜とは親友。『とらハ外伝1』では、さくらと共にメインヒロインに昇格する。
その正体は、27年前の事故により校内で死んでしまい、恋愛を経験することなく死んだ悔しさから旧校舎に憑りついてしまった地縛霊である。ただし、海鳴市内なら移動可能で、真一郎の家やさざなみ女子寮にも現れたことがある。彼女の着ている黒いセーラー服はその当時の制服である。上記のような理由から、仲の良い十六夜とは対照的に、その主人である退魔師の神咲薫とは折り合いが悪い。これには、薫が“成仏できない可哀相な霊”として七瀬に接してしまった事にも原因があり、このことは七瀬にとって侮辱以外の何者でもなく、また、薫も最後までこれに気づくことなく終わってしまった。
普通に触れ合うことが可能までに実体化可能で、ポルターガイストなどの超常現象も起こせる強力な幽霊だが、そのためには相手から霊力の補給が必要になる。通常は生徒の生命エネルギーが集まる学校に居るため特に問題は起こらないが、深く接すると霊力を吸い取られる恐れがあり、事実、真一郎は七瀬と知り合った結果、生命の危機に陥ってしまう。危機感を覚えた小鳥が、交友関係から薫でなくさくらに除霊を依頼した結果、殺し合いになってしまう。その時、真一郎が乗り込み二人のすべての事情を理解した結果、唯一の解決法として真一郎がさくらに血液を提供し、人間でないため霊力を豊富に持つさくらが七瀬に霊力を補充するとの奇妙な食物連鎖関係が成立する。
ただし、28年も幽霊として存在し続けていることから実体を保っていられる限界も近づいていた。真一郎の３年時には眠っている時間の方が長くなり、とりあえず恋も経験できたことから真一郎達の卒業を見届け自主的に昇天することを決意する。しかし、真一郎にこれを伝えることが出来ずにいたが、夏休みにさくらの提案で合宿した際、自らの不注意で別の霊に襲われ消滅しかけてしまう。辛くも那美に救出された後、最初にして最後の約束としてこの世から消滅しても自分を忘れないで欲しいと本意を告げる。
なお、七瀬シナリオのエンディングでは10年後、幼稚園児として生まれ変わり真一郎と再会する。ボツになったエンディングでは「高町七瀬」と表記されており、『とらハ3』の高町なのはは、この生まれ変わった幼稚園児が予定していたことが、後に原作者の都築真紀から語られている。
井上 ななか（いのうえ ななか）
声：音乃菜摘
誕生日 - 9月1日（おとめ座）、身長 - 156cm。
1年B組。護身道部の部員で、大輔の恋人でもある。明るい性格をしているが、常識を持ち合わせており、損な役回りになる事が多い。また学業成績が悪く、文武両道を謳う護身道部にあって歴代部長の瞳や唯子に注意されてばかりいる。『とらハ1』本編では、大輔の彼女との設定のため攻略できない。
祖父は浅草の煎餅屋で両親は共働きのいわゆる鍵っ子。小遣いが少ないのかなぜかいつも物入りで何らかの支払に追われており、中学生時より歳をごまかしあらゆるアルバイトに精を出す。スポーツを見るのもやるのも大好きで強豪校の風芽丘高校の動向に注目しあらゆる大会を観戦していたため、バスケの岡本みなみ、剣道の神咲薫、そして護身道の瞳の評判を早いうちから耳にしていた。しばしばバイト中の彼女を見かけた耕介に声をかけられたことがきっかけとなり彼女たちと知り合うが、特に自らが護身道を志していたことから瞳に強いあこがれを抱いており、耕介の紹介で瞳と出会ったことで彼女は風芽丘高校受験を決意する。
高校進学後はさっそく護身道部に入部、スピードに優れるなど素質があったため飛び級でいきなり初段になるが、秋の昇段試験を前に足を捻挫してしまい紺袴をはく資格を得る二段昇進を逃してしまう。そんな時、落ち込んだ彼女を慰めたのがバイト中に冷やかされたことで知り合った大輔であり、しばらく二人は付き合うが性格的に反りが合わない面があったため、『とらハ外伝1』の頃には漫才コンビのような関係に戻ってしまう。
高校入学後も部活にバイトにと忙しい日々を送る反面、学業の方はつい疎かにしがちのため低空飛行を続け瞳や唯子に注意されてばかりいた。そんな折、高校2年時に始めたラジオ局の ADのバイトが縁で高卒でマスコミへ飛び込み、『とらハ3』の頃には社交的な性格と明るいキャラクターを生かして人気の高いマルチタレントに成長、クイズ番組や大食い大会の司会など多彩な仕事をこなすようになる。
端島 大輔（はしじま だいすけ）
声：浜田登（DVD EDITIONのおまけシナリオ『とらハ外伝1』のみ）
真一郎の親友兼悪友でななかの彼氏。2年C組。真一郎と正反対の軽い性格で、よくななかに意地悪してからかってばかりいるが、根は優しい好青年。遊び歩いていたため成績が悪く、高校卒業後はバイト先のバイクショップにそのまま就職してしまう。
御剣 火影（みつるぎ ほかげ）
声：黒崎和弥（DVD EDITIONのおまけシナリオ『とらハ外伝1』のみ）
いづみの兄。国家認定一級忍者。既に一人前の忍者として独り立ちしており、妹のいづみから尊敬されている。テロ活動を行っていた弓華との戦いで深手を負うが、それが縁で弓華と惹かれ合う。『とらハ外伝1』『とらハ3OVA』ではお互いに別々の道を歩むために別れているが、シナリオによっては結ばれる。
氷村 遊（ひむら ゆう）
声：無し
弓華と同じく1月に転入してきた3年の転校生。美男子だが性格は傲慢かつ残忍。その正体は、純血の吸血鬼で、さくらの異母兄。人間を家畜とさげすみ構内で吸血事件を引き起こしさくらと対立、これに真一郎らが巻き込まれていく。

## スタッフ
- 原画・シナリオ：都築真紀
- 原画サポート：かっちん
- ディレクション：Osaku☆、Mine
- 音楽：しげ、Mine
- プロデュース：KITA-P
- 企画・制作：ivory
- 発売：JANIS、株式会社アポロンクリエイト

### 主題歌
オープニングテーマ『ちいさなぼくのうた』
作詞：都築真紀、作曲・編曲：Mine、歌：早乙女かな
エンディングテーマ『ちいさなぼくのうた 〜Under the Sky version〜』（DVD EDITIONのみ）
作詞：都築真紀、作曲・編曲：Mine、歌：早乙女かな

## ファンブック
- とらいあんぐるハート ビジュアルファンブック（ソフトバンクパブリッシング）
- とらいあんぐるハート キャラクターコレクション（ソフトバンクパブリッシング）

## 評価
関根昌昭は、本作において（Hシーンや告白などの一部分ながらも）キャラクターの音声を導入したのは画期的だったと述べ、音声によって物語がいかに盛り上がるかを認識させた作品だとしているほか、他社作品が声優を起用するようになったのも本作の影響だとしている。
関根は特に、唯子の独特な声を評価しており、彼女の声を耳にして以来、美少女ゲームには音声があったほうが良いと考えるようになったと述べている。